# Come closer
Albums de Tarkan
Dudu
(2003) Metamorfoz
(2007)
Singles
1. Bounce
Sortie : 25 octobre 2005 (Turquie)
24 mars 2006 (Europe)
2. Start The Fire
Sortie : 18 août 2006

Come closer est le premier album en anglais du chanteur pop turc Tarkan, sorti en Europe le 7 avril 2006.

## Présentation
Tarkan commence l'enregistrement de cet album en 1997, à la suite du succès, cette année-là, de son troisième opus turc Ölürüm Sana.
En août 2005, un certain nombre de chansons enregistrées pour l'album sont divulguées sur internet par un DJ turc. Les chansons qui ont fuitées bénéficient d'une large diffusion dans les clubs en Turquie, avant que la direction artistique de Tarkan ne prenne des mesures légales à l'encontre de ces DJ.

## Liste des titres
| 1.    | Just Like That                               | Pete "Boxsta" Martin, Tarkan                                     | 3:40 |
| 2.    | In Your Eyes                                 | Boxsta, Tarkan                                                   | 3:36 |
| 3.    | Why Don't We (Aman Aman) (feat. Wyclef Jean) | Tarkan, Brian Kierulf, Josh Schwartz                             | 3:51 |
| 4.    | Mine                                         | Jamie Hartman, Tina Harris, Tarkan, Ozan Çolakoğlu               | 3:22 |
| 5.    | Over                                         | Boxsta, Tarkan                                                   | 4:24 |
| 6.    | Start the Fire                               | Schwartz, Tarkan, Kierulf                                        | 3:28 |
| 7.    | Shhh                                         | Billy Mann, Tarkan, Supaflyas                                    | 3:34 |
| 8.    | Bounce                                       | Tarkan, Devrim Karaoğlu, Boxsta, Elijah Wells, Lionel Bermingham | 3:45 |
| 9.    | Come Closer                                  | Tarkan, Karaoğlu, David Werner                                   | 4:20 |
| 10.   | Don't Leave Me Alone                         | Schwartz, Kierulf, Tarkan                                        | 4:04 |
| 11.   | Şıkıdım                                      | Sezen Aksu, Tarkan, Schwartz, Kierulf                            | 3:57 |
| 12.   | I'm Gonna Make U Feel Good                   | Boxsta, Harris, Steve Lee                                        | 3:56 |
| 13.   | Mass Confusion                               | Werner, Tarkan, Çolakoğlu                                        | 4:10 |
| 14.   | Touch                                        | Lester Mendez, Tarkan, Ty Lacy                                   | 4:19 |
| 15.   | If Only You Knew                             | Billy Mann, Tarkan                                               | 3:24 |
| 57:51 |                                              |                                                                  |      |

## Crédits
| - Tarkan : chant - Pete "Boxsta" Martin, Devrim Karaoğlu, Ozan Çolakoğlu, Brian Kierulf, Lester Mendez : claviers - Anas Allaf, Marc Copely, Brian Kierulf, Billy Mann, Giles Palmer : guitare - Anas Allaf, Siedah Garrett, Billy Mann : chœurs - Pete "Boxsta" Martin, Devrim Karaoğlu, Ozan Çolakoğlu : batterie - Mehmet Akatay, Cengiz Ercumer : percussions - Grup Gündem : cordes - Çetin Akdeniz : saz | - Producteur délégué : Tarkan - Programmation : Pete "Boxsta" Martin, Devrim Karaoğlu, Ozan Çolakoğlu, Brian Kierulf, Lester Mendez - Mixage : Dexter Simmons - Mastering : Eddie Schreyer - Direction artistique : Marc Schilkowski - Design : Yildirim Özdemir, Neriman Eroz - Photographie : Tamer Yilmaz |

## Classements
| Pays      | Classement (2006) | Meilleure position |
| --------- | ----------------- | ------------------ |
| Allemagne | musicline.de      | 18                 |
| Suisse    | hitparade.ch      | 43                 |
| Autriche  | austriancharts.at | 50                 |